# Пацифея маркізька
Пацифе́я маркізька (Pomarea mendozae) — вид горобцеподібних птахів родини монархових (Monarchidae). Ендемік Французької Полінезії.

## Опис
Довжина птаха становить 17 см. Самці мають повністю чорне, блискуче забарвлення, дзьоб у них світло-блакитний. У самиць голова чорна, решта тіла переважно біла, на хвості чорні смуги, кінчик хвоста рожевий або охристий. Молоді птахи мають рудувато-коричневе забарвлення.

## Підвиди
Виділяють два підвиди, включно з одним вимерлим:
- †P. m. mendozae (Hartlaub, 1854) — острови Тахуата[en] і Хіва-Оа;
- P. m. motanensis Murphy & Mathews, 1928 — острів Мохо-Тані[en].

Атолові і полінезійські пацифеї раніше вважалися підвидами маркізької пацифеї, однак у 2012 році були визнані окремими видами.

## Поширення і екологія
Маркізькі пацифеї раніше мешкали на трьох островах в архіпелазі Маркізьких островів, однак наразі залишилися лише на Мохо-Тані. Вони живуть в тропічних лісах на берегах річок та у вторинних заростях, на мохо-Тані переважно в сухих тропічних лісах Pisonia grandis. Тоді як дорослі птахи віддають перевагу густим тропічним лісам, молоді птахи часто трапляються в сухих чагарникових заростях. Живляться комахами.

## Збереження
МСОП класифікує цей вид як такий, що перебуває на межі зникнення. На Хіва-Оа вони були поширеними птахами у 1921-1922 роках, а востаннє спостерігалися у березні 1975 року. Подальші пошуки не дали результатів. На Тахуаті птахи, ймовірно, були доволі поширеними у 1922 році, однак у 1975 і 1990 роках науковці не знайшли їх на острові. Станом на 2000 рік популяція острова Мохо-Тані становила 160-250 дорослих птахів.
Маркізьким пацифеям загрожує знищення природного середовища через надмірний випас овець і пожежі, а також хижацтво з боку здичавілих кішок і, меншою мірою, малих пацюків. Чорні пацюки на Мохо-Тані відсутні.